# اگنس لوم
اگنس لوم (انگلیسی: Agnes Lum؛ زادهٔ ۲۱ مهٔ ۱۹۵۶) یک خواننده اهل ایالات متحده آمریکا است.